# Frazier Chorus
I Frazier Chorus sono stati un gruppo musicale inglese, formatosi a Brighton nel 1986.

## Formazione
- Tim Freeman
- Kate Holmes
- Chris Taplin
- Michele Allardyce

## Discografia

### Album
- 1989 - Sue (Virgin Records)
- 1991 - Ray (Virgin Records)
- 1995 - Wide Awake (Pinkerton)

### EP
- 1998 - Monkey Spunk